# Butai ni Tatte
Butai ni Tatte (舞台に立って, auf Deutsch etwa „Auf der Bühne stehen“) ist ein Lied des japanischen Popmusik-Duos Yoasobi, das am 26. Juli 2024 veröffentlicht wurde.
Das Lied ist die offizielle Titelmusik zur japanischen Berichterstattung des Senders NHK Sports im Rahmen der Olympischen Sommerspiele und der Paralympischen Spiele in Paris, Frankreich.
Butai ni Tatte wurde von Ayase geschrieben und komponiert, wobei der Liedtext auf drei Kurzgeschichten von Jun Esaka fußt.

## Hintergrund und Veröffentlichung
Die japanische Fernsehanstalt NHK veröffentlichte am 22. Mai 2024, dass das japanische Popmusikduo mit der Erarbeitung des Titelliedes für die Medienberichterstattung großer Sportveranstaltungen, darunter die Olympischen Sommerspiele und die Paralympischen Spiele in Paris, beauftragt wurde. Der Titel des Werkes, Butai ni Tatte, wurde am 27. Juni vorgestellt und im Zuge der japanischen Leichtathletikmeisterschaften erstmals genutzt. Dabei wurde eine Bildercollage verschiedener Sportler im Fernsehen gezeigt. Offiziell wurde das Lied am 26. Juli, dem Tag der Eröffnungsfeier der Olympischen Sommerspiele mitsamt dazugehörigem Musikvideo veröffentlicht.

## Komposition
Geschrieben und komponiert wurde das Lied von Musikproduzent Ayase basierend auf drei Kurzgeschichten von Jun Esaka, die wiederum auf drei One-Shot-Manga fußen: Hanareta Futari, Parallel Lane und Owaranai Deuce von Taizan 5, Yūki Kirishima bzw. von Hirusagani Haruno. Die Haupttonart des Stückes ist B-Moll und weist einen 4⁄4-Takt auf. Das Tempo beträgt 182 Bpm.
Beschrieben als rocklastiges Lied greift dieses die gedanklichen Konflikte und Aufregung der Athleten auf, die sie überwinden müssen, den wichtigsten Schritt nach vorne wagen zu können. In einem Interview mit dem Abendnachrichtenprogramm News Watch 9 des Senders NHK sagte Ayase, dass er sich eine leichte melancholische Stimmung für das Lied vorgestellt habe und sagte, dass „Schweiß und Tränen oder die Schwierigkeiten etwas zu erreichen“ ein jugendlicher und zeitloser Gedanke ist.

## Weitere Nutzung
Das Stück wurde am 26. Juli 2024 im Rahmen des Projektionsmapping-Projektes Tokyo Night & Light von Kuma! genutzt, bei dem das Tokyo Metropolitan Government Building in Shinjuku angestrahlt wurde.

## Kommerzieller Erfolg
Butai ni Tatte erschien lediglich als Musikdownload und im Musikstreaming. Aufgrund dessen ist das Lied in den offiziellen Singlecharts von Oricon nicht einstiegsberechtigt. Stattdessen erreichte das Stück mit etwas mehr als 11.000 Musikdownloads innerhalb der ersten Verkaufswoche die Chartspitze der Download-Singlecharts.
Auch in den Downloadcharts von Billboard Japan stieg Butai ni Tatte auf Platz eins ein. Billboard Japan ermittelte etwas mehr als 10.700 digitale Downloads innerhalb der ersten Woche nach der Herausgabe des Liedes. In den Billboard Japan Hot 100 stieg das Stück zunächst auf Platz 43 ein und stieg in der Folgewoche auf den 16. Platz.